# Тича (село)
Тича (болг. Тича) — село в Болгарии. Находится в Сливенской области, входит в общину Котел. Население составляет 1 057 человек.

## Политическая ситуация
В местном кметстве Тича, в состав которого входит Тича, должность кмета (старосты) исполняет Назым Мехмедов Ахмедов (коалиция партий: национальное движение «Симеон Второй» (НДСВ) и движение «За права и свободы» (ДПС)) по результатам выборов правления кметства.
Кмет (мэр) общины Котел — Христо Русев Киров (коалиция партий: национальное движение «Симеон Второй» (НДСВ) и движение «За права и свободы» (ДПС)) по результатам выборов в правление общины.

## Известные уроженцы
- Рашев, Рашо (1943—2008) — болгарский археолог.